# Xi Persei
Désignations
Xi Persei (en abrégé ξ Per) est une étoile de la constellation de Persée. Elle porte le nom traditionnel Menkib (Menchib, Menkhib, de l'arabe pour « épaule » [des Pléiades]).
Le nom de Menkib a été officialisé par l'Union astronomique internationale le 12 septembre 2016.
Menkib possède une magnitude apparente de +4,04 et est classée comme géante bleue (type spectral O7.5III). Elle est à environ 1 600 années-lumière de la Terre.
Xi Persei a une luminosité visuelle égale à 13 500 fois celle du Soleil tandis que sa luminosité totale vaut 330 000 fois celle du Soleil. L'étoile a une masse d'environ 40 masses solaires et une température de surface de 37 000 kelvins, ce qui en fait l'une des plus chaudes étoiles visible à l'œil nu.